# Waukon
Waukon is een plaats (city) in de Amerikaanse staat Iowa, en valt bestuurlijk gezien onder Allamakee County.

## Demografie
Bij de volkstelling in 2000 werd het aantal inwoners vastgesteld op 4131.
In 2006 is het aantal inwoners door het United States Census Bureau geschat op 4028, een daling van 103 (-2,5%).

## Geografie
Volgens het United States Census Bureau beslaat de plaats een oppervlakte van
7,6 km², geheel bestaande uit land. Waukon ligt op ongeveer 377 m boven zeeniveau.

## Plaatsen in de nabije omgeving
De onderstaande figuur toont nabijgelegen plaatsen in een straal van 24 km rond Waukon.